# Indian Police Service
L'Indian Police Service è la polizia federale dello stato dell'India.